# Coleophora argentilimbella
Coleophora argentilimbella é uma espécie de mariposa do gênero Coleophora pertencente à família Coleophoridae.